# Vasil Biľak
Vasil Biľak (ur. 11 sierpnia 1917 w Krajnej Bystrej, zm. 6 lutego 2014 w Bratysławie) – słowacki komunista pochodzenia rusińskiego, sekretarz generalny Komunistycznej Partii Słowacji (1968), członek Prezydium KC Komunistycznej Partii Czechosłowacji (1968–1988).
Z zawodu krawiec. 1954-1964 sprawował mandat do Słowackiej Rady Narodowej. 1955–1968 i 1969–1971 był członkiem KC KPS, 1962–1968 sekretarz KC, a od stycznia do sierpnia 1968 sekretarz generalny tej partii. Od grudnia 1958 do lipca 1960 minister szkolnictwa i kultury Republiki Słowackiej. Od kwietnia 1968 do grudnia 1988 członek Prezydium KC KPCz i równocześnie sekretarz KC tej partii. Reprezentował „twardogłowe” skrzydło partii, w 1968 był jednym z sygnatariuszy listu czechosłowackich komunistów domagających się interwencji wojsk Układu Warszawskiego w Czechosłowacji. W grudniu 1989 wykluczony z KPCz. W niepodległej Słowacji wszczęto przeciw niemu postępowanie sądowe pod zarzutem zdrady stanu, jednak nigdy nie został ukarany. W 2011 jego proces został umorzony z powodu braku świadków.